# Takuro Kikuoka
Takuro Kikuoka (菊岡 拓朗 Kikuoka Takuro?), född 30 juni 1985 i Shizuoka prefektur, är en japansk fotbollsspelare.
Kikuoka började sin karriär 2008 i Mito HollyHock. Efter Mito HollyHock spelade han för Tokyo Verdy, Tochigi SC, Consadole Sapporo och SC Sagamihara.